# Andreas Petersen-Röm

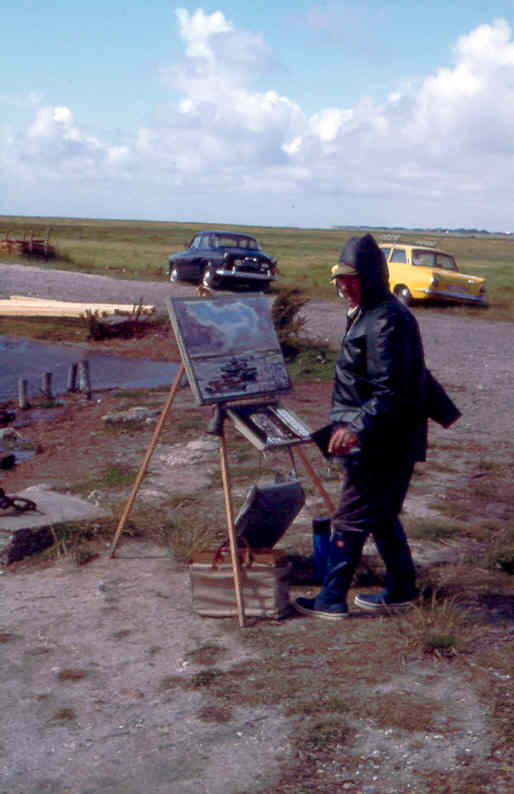
Andreas Petersen-Röm 1977

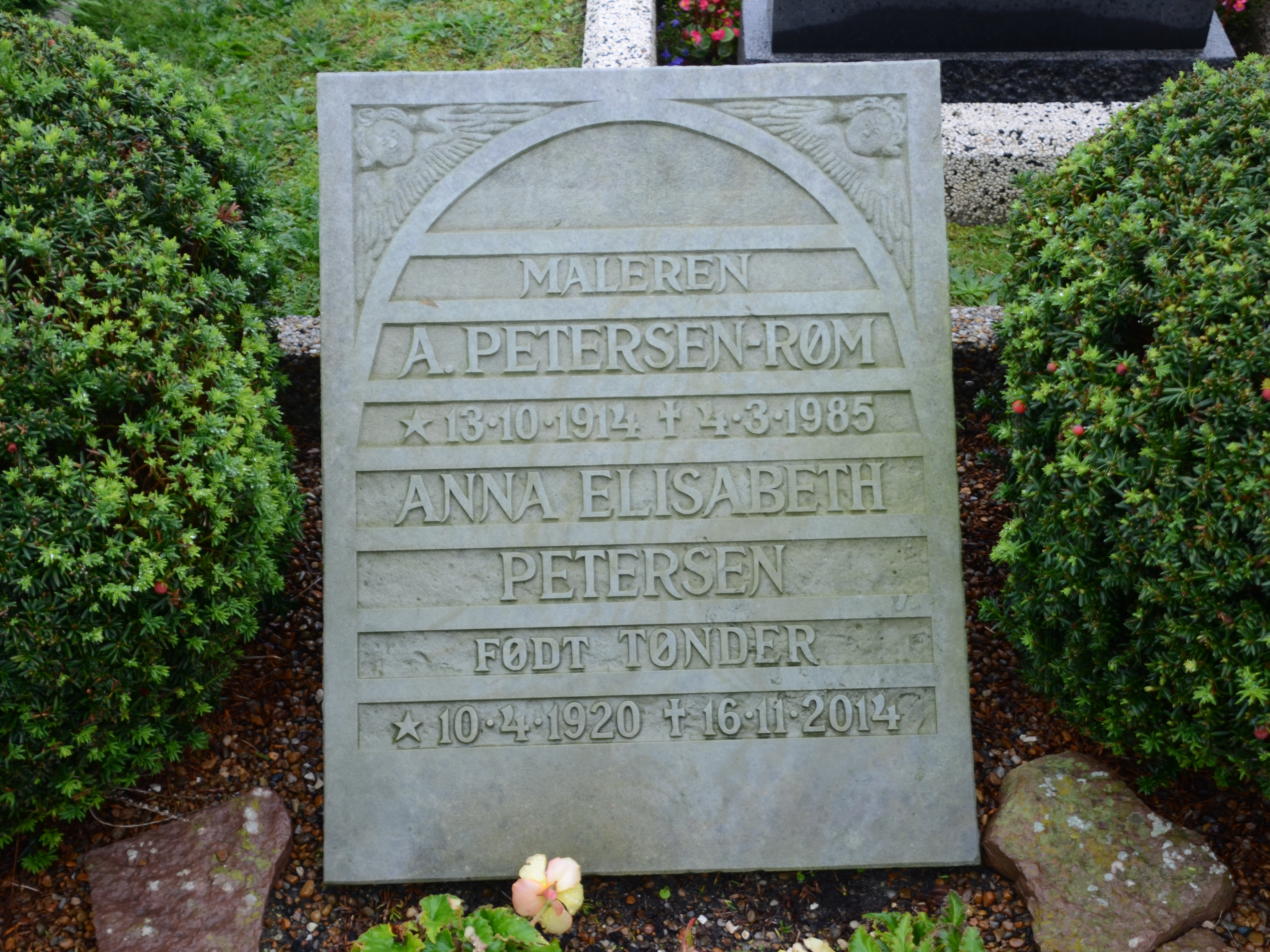

Andreas Petersen-Röm (* 13. Oktober 1914 in Havneby auf der Insel Röm; † 4. März 1985 in Mølby auf Röm) war ein Maler und einer der bekanntesten Künstler der Deutschen Minderheit in Dänemark in der Nachkriegszeit.

## Leben
Andreas Petersen-Röm (im dänischen auch Andreas Petersen-Røm geschrieben) war ein Autodidakt. In seinem Geburtsjahr 1914 gehörte die Insel Röm (dän. Rømø) als Teil des Kreises Tondern zum Deutschen Kaiserreich und kam erst durch die Volksabstimmung in Nordschleswig 1920 wieder zu Dänemark. Die nationalen Auseinandersetzungen im Grenzland prägten sein Leben. Als Kriegsfreiwilliger der deutschen Wehrmacht verlor er im Zweiten Weltkrieg seinen rechten Arm und geriet in sowjetische und tschechische Kriegsgefangenschaft. Nach seiner Rückkehr nach Dänemark wurde er aufgrund der nach dem Krieg mit rückwirkender Kraft eingeführten dänischen Gesetze verhaftet und für eineinhalb Jahre im Internierungslager Frøslev interniert. In Frøslev, wo er mit anderen nordschleswigschen Maler-Kollegen festgehalten wurde (unter anderen Arndt Georg Nissen), gelang es ihm, sich auf das Malen mit der linken Hand umzustellen. Von den ersten Bildern aus Frøslev gibt es nur wenige, die meisten wurden vernichtet.
1948 nahm Petersen-Röm erstmals an einer Ausstellung in der Deutschen Nachschule Tingleff teil. 1951 zeigte er seine Bilder bei „Sønderjydsk Malersammenslutning af 1935“, des wohl bedeutendsten Zusammenschlusses bildender Künstler im Süden Dänemarks, der jährlich eine jurierte Werkschau ausstellt. Petersen-Röm war bis zu seinem Tode in allen folgenden Ausstellungen dieser Organisation vertreten. Es folgten Einzelausstellungen in Nordschleswig, Nord- und Westdeutschland, aber auch im übrigen Dänemark, in Schweden und auf Island. Der Malerei Andreas Petersen-Röms ist immer eine Ähnlichkeit mit der seines Landsmannes Emil Nolde nachgesagt worden, was ersterer auf die gemeinsame Vorliebe für die gleiche Landschaft und Natur zurückführte.
Studienreisen führten ihn nach Nordafrika, Ägypten, Zypern, Libanon und in die Türkei. Das Schaffen von Andreas Petersen-Röm umfasst weit über Tausend vornehmlich Aquarelle, aber auch Zeichnungen und eine kleinere Anzahl Ölgemälde. Der größte Teil seiner Werke befindet sich in privatem Besitz oder im Besitz von Institutionen der Deutschen Minderheit in Nordschleswig, eine größere Anzahl u. a. Deutsches Museum Nordschleswig, Sonderburg und in der Artothek der Deutschen Büchereizentrale und Zentralbücherei Apenrade.

## Ausstellungen (Auswahl)

### Gemeinschaftsausstellungen
- Gemeinschaftsausstellung Nordschleswigescher Künstler, an verschiedenen Orten, 1950–1984
- Sønderjydsk Malersamenslutning af 1935, an verschiedenen Orten, 1951–1984
- Vestslesvigske Kunstnere, Kunstmuseum Tondern 1963 (Heute Sønderjyllands Kunstmuseum)
- Osterausstellung, Schaumburg, Holstebro, 1968
- Museum Apenrade/Aabenraa Museum, 1978 (Heute Kunstmuseet Brundlund Slot)
- Det Gule Palæ, Gravenstein/Gråsten, 1975–1984
- Osterausstellung Sønderjydske Kunstnere, Sonderburg/Sønderborg, 1978–1984
- Landsdelens Galeri, Hoyer/Højer, 1979–1984

### Einzelausstellungen
- Deutsche Zentralbücherei Apenrade, 1974
- Deutsch-dänische Gesellschaft, Treffpunkt Dänemark, Hamburg, 1975
- Dynt Kunst, 1975
- Kunstgalerie Sandkorn, Karlsruhe, 1975
- Sevedebygdes Konstförening, Grankvistgården, Vimmerby/Schweden, 1976
- Ribe Statsseminarium, 1977
- Jugendhof Knivsberg, zusammen mit seinem Sohn Art Tudsborg, 1979
- diverse Ausstellungen in Kunstvereinen und Banken in Dänemark, ab 1977